# Zvi Kolitz
Zvi Kolitz (hebreo: צבי קוליץ, Alytus, 11 de diciembre de 1912 –Nueva York, 29 de septiembre de 2002) escritor judío conocido por su obra en yidis Iosl Rákover habla a Dios publicada en 1946 en Buenos Aires que versa sobre el Gueto de Varsovia.
Kolitz nació en Lituania en el seño de una familia "litvak" (judía lituana), como sus padres, cultivó la literatura clásica y la Torá y en 1937 se exilió junto con su madre y sus siete hermanos y tuvo la posibilidad de estudiar en universidades de Alemania y Florencia y tras comenzar la Segunda Guerra Mundial, se estableció en Jerusalén donde fue agente secreto de lo que más tarde sería Israel . 

## Obra

### Libros
- Iosl Rákover habla a Dios Buenos Aires, 1946.
- Tiger beneath the Skin. Stories and parables of the years of death. Nueva York 1947
- Survival for what? Philosophical Library, Nueva York (1969)
- The Teacher. An existential approach to the Bible. Crossroad, Nueva York 1982,
- Confrontation. The existential thought of Rabbi J.B. Soloveitchik. Ktav Publishing House, Hoboken (NJ) 1993,

### Films
- גבעה 24 אינה עונה (Giv'a 24 Eina Ona), de Thorold Dickinson. Israel 1955. 101 min.